# 塔尔塔拉 (卢瓦尔省)
塔尔塔拉（法語：Tartaras）是法国卢瓦尔省的一个市镇，属于圣艾蒂安区（Saint-Étienne）里夫德比耶县（Rive-de-Gier）。该市镇总面积3.91平方公里，2009年时的人口为753人。

## 人口
塔尔塔拉人口变化图示